# كيفن باري (لاعب اتحاد الرغبي)
كيفن باري (بالإنجليزية: Kevin Barry)‏ هو لاعب اتحاد الرغبي نيوزيلندي، ولد في 22 أبريل 1936 في لور هوت في نيوزيلندا، وتوفي في 16 أغسطس 2014 في North Shore, New Zealand ‏ في نيوزيلندا.